# Ângulo sólido

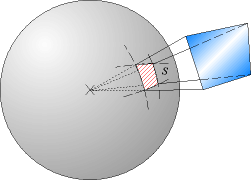
Um ângulo sólido

O ângulo sólido pode ser definido como aquele que, visto do centro de uma esfera, percorre uma dada área sobre a superfície dessa esfera. Ângulos sólidos assim definidos são medidos em esferorradianos (também designados esterradianos) e explicitados pela letra Ω (ómega). Trata-se do equivalente tridimensional do ângulo ordinário, com o esferorradiano (unidade de ângulo sólido, com o símbolo sr) análogo ao radiano. Ângulos sólidos também podem ser definidos como a elevação ao quadrado dos graus ordinários.
Uma forma intuitiva de perceber o ângulo sólido consiste em pensar numa das suas aplicações físicas, a observação do céu. Numa observação astronómica, uma área do céu visível pode ser vista e medida. Se nos considerarmos como estando no centro de uma esfera que abarca na sua superfície essa área visível, então, esse ângulo, que chamamos de "ângulo de visão", é o nosso ângulo sólido. Um ângulo ordinário é confinado por duas rectas, este será confinado presumivelmente por uma superfície de cone (se a superfície vista no céu tiver uma forma circular).
Para calcular o ângulo sólido que um objecto, a partir do seu centro, subentende, basta calcular o tamanho da área direccionada a partir do centro do objecto, sobre a esfera que tem como centro o próprio objecto e dividir esse valor pelo quadrado do raio dessa esfera.
Assim, o ângulo sólido é dado por:
{\displaystyle \Omega ={\frac {A}{r^{2}}}[sr]}

## Ângulos sólidos para objectos comuns
- Um algoritmo eficiente para calcular o ângulo Ω subentendido por um triângulo com os vértices R1, R2 e R3, visto da origem, foi dado por Oosterom e Strackee (IEEE Trans. Biom. Eng., Vol BME-30, No 2, 1983):

{\displaystyle \tan \left({\frac {1}{2}}\Omega \right)={\frac {[{\mathbf {R} }_{1}{\mathbf {R} }_{2}{\mathbf {R} }_{3}]}{R_{1}R_{2}R_{3}+({\mathbf {R} }_{1}\cdot {\mathbf {R} }_{2})R_{3}+({\mathbf {R} }_{1}\cdot {\mathbf {R} }_{3})R_{2}+({\mathbf {R} }_{2}\cdot {\mathbf {R} }_{3})R_{1}}}},
onde:
[R1R2R3] denota o determinante  da matriz que resulta da escrita dos vectores juntos numa linha, e.g. Mij=Rj(i);
Ri denota a distância do ponto i à origem e Ri a direcção vectorial do ponto i;
Ri·Rj denota o produto escalar.
- O ângulo sólido de um hemisfério é 2*π.

- O ângulo sólido de uma pirâmide regular é 4*arccos[-(sin[a/2])^2] - 2*π.